# 小行星3912
小行星3912（英語：3912 Troja）是一颗围绕太阳公转的小行星。1988年9月16日，艾瑞克·怀特·埃尔斯特在上普罗旺斯发现了此天体。
这颗小行星的绝对星等为59.80074等。